# Orgilus gelechiaevora
Orgilus gelechiaevora är en stekelart som beskrevs av Joseph Augustine Cushman 1920. Orgilus gelechiaevora ingår i släktet Orgilus och familjen bracksteklar. Inga underarter finns listade i Catalogue of Life.